# Parcul Național Yoho
Yoho este un parc național situat în partea de vest a Canadei, în provincia Columbia Britanică. A fost înființat în anul 1886.